# Blogs de Ciência da Unicamp
O Blogs de Ciências da UNICAMP, ou simplesmente Blogs Unicamp, é um projeto de hospedagem de blogs de divulgação científica e de formação das respectivas comunidades de blogueiros de ciência.
O projeto iniciou sua atividades em novembro de 2015, se tornando a primeira plataforma de divulgação científica em formato de blogs em uma instituição de ensino e pesquisa brasileira. O projeto reúne pesquisadores, professores e alunos de pós-graduação da universidade com o intuito de dialogar com a sociedade através de textos de divulgação científica embasadas e que tratem de textos relevantes para a sociedade.
Através de um espaço na web de fácil manutenção e acesso para produção de conteúdo, o projeto objetiva criar uma cultura de divulgação científica na Universidade Estadual de Campinas, levando para o público em geral o conteúdo científico produzido dentro dessa universidade. Ao disponibilizar uma ferramenta prática, cursos de especialização e suporte da equipe administrativa para apoiar os blogueiros e a manutenção geral do projeto, realiza-se um trabalho de extensão em aproximar a ciência do público em geral e disseminar a atividade de divulgação científica dentro e fora da universidade.
Conseguimos agregar temas muito diversos, contemplando áreas que nem sempre são cobertas na divulgação científica, como linguística, educação e dança.— Eduardo Akio Sato, autor do blog Torta de Maçã Primordial
O Blogs de Ciências da Unicamo publicou mensalmente, desde 2016, com o título Blogs de Ciência da Universidade Estadual de Campinas, sob o ISSN 2526-6187. Seu conteúdo é selecionado pelo comitê científico da revista a partir das publicações da rede. Contudo a partir de 2022 o projeto optou por se dividir em 3 partes:
1. A pesquisa, realizada pelo Cediciências - O CEDiCiências é um Grupo de Pesquisa em Cultura, Educação e Divulgação Científicas composto por divulgadores científicos do Blogs de Ciência da Unicamp (ou outros veículos de comunicação científica) que se reuniram para formar um grupo de pesquisa em divulgação científica.[6]
2. Rede Blogs de Ciência da Unicamp - composta por pesquisadores e estudantes de pós-graduação que são ou foram vinculados à Unicamp) os conteúdos de divulgação científica são publicados diariamente.[5][7]
3. Revista Blogs Unicamp -  A Revista Blogs de Ciência da Universidade Estadual de Campinas é uma publicação trimestral cujo conteúdo é selecionado pelo comitê científico a partir das publicações da rede.[8][9]

## História

### Criação
A criação da primeira Rede de Blogs de Ciência da Unicamp ocorreu em novembro de 2015, produzida a partir do pré-projeto do doutorando e funcionário do Espaço de Apoio ao Ensino e Aprendizagem (EA), André Garcia, submetido ao processo de seleção do doutorado da Faculdade de Educação.
O pré-projeto abordava experiências e iniciativas de divulgação científica a partir de cientistas, discutia o papel do cientista nessa atividade, e apresentava uma proposta de criação de uma plataforma que facilitasse a atividade de divulgação científica a partir dos cientistas dentro da Unicamp.
Apesar do pré-projeto ter sido aceito na seletiva de doutorado da Faculdade de Educação da Unicamp, não foi possível dar integral continuidade a ele e, para que não fosse descartada completamente, o Prof. Dr. Sérgio Leite, coordenador do Espaço de Apoio ao Ensino e Aprendizagem (EA2), colocou-se à disposição, para que o portal fosse executado dentro das atividades do setor, destinando como responsável pela coordenação do portal a Profa. Dra. Beatriz Jansen e, posteriormente, a convite do (EA)², a Profa. Dra. Vera Regina Toledo Camargo, do Labjor.
Até dezembro de 2018, o Blogs de Ciência da Unicamp era uma iniciativa independente da Universidade Estadual de Campinas, passando a integrar a instituição a partir da Resolução GR-049/2018, de 05/12/2018, assinada pelo reitor Marcelo Knobel.
O projeto disponibiliza uma ferramenta prática, cursos de especialização e suporte da equipe administrativa aos blogueiros que se unirem ao projeto, dessa forma, realiza-se não só um trabalho de extensão, mas também a de aproximar a ciência do público em geral e disseminar a atividade de divulgação científica dentro e fora da universidade.
Neste cenário em que a divulgação científica torna-se um instrumento, cuja produção de conteúdo busca democratizar conhecimento e aproximar-se da sociedade, cientistas encontram na plataforma de blogues uma ferramenta de fácil acesso com pouco ou nenhum custo financeiro e interface amigável, tanto para o leitor por permitir a inclusão de mídias e esquemas para facilitar a sua compreensão, quanto para o cientista por sua semelhança com a atividade de escrita comum em seu cotidiano.
No Blogs de Ciência da Unicamp, trabalha-se diretamente com a legitimidade de quem fala. Elegem-se porta-vozes da instituição, que precisam ter a titulação básica de mestrando para participar da comunidade de blogueiros. Ao profissionalizar a atividade blogueira, a Unicamp amplia a sua assessoria de imprensa, angariando porta-vozes que participam de seus treinamentos e são acompanhados, de certa forma, pela equipe da Universidade. Essa estratégia permite à instituição ganhar presença virtual de qualidade com um custo reduzido.
Após três anos de implantação do projeto, o Blogs de Ciência da Unicamp iniciou suas atividades de extensão do modelo para outras instituições e em julho de 2018 o Blog UFABC Divulga Ciência inaugurou seu projeto próprio projeto institucional de blogs de divulgação científica na Universidade Federal do ABC, inspirado no Blogs de Ciência da Unicamp, o Blog UFABC Divulga Ciência tem o intuito de reunir materiais de divulgação científica, aproximar a ciência do público em geral e disseminar a atividade de popularização da ciência e democratização do conhecimento.
Em Julho de 2020 o ScienceBlogs Brasil, que foi uma das inspirações para o Blogs Unicamp, sendo esta um dos primeiros condomínios de blogs de divulgação científica no Brasil (criado em 2006 por Atila Iamarino, Carlos Hotta, Rafael Soares e Kentaro Mori), realizou sua migração para o Blogs de Ciência da Unicamp, tornando este a maior plataforma de blogs de ciência em número de páginas do mundo.
Ciência e tecnologia permeiam a vida de todos e muitos não se dão conta desse impacto no dia a dia; por isso o formato web é uma forma democrática de contato com a ciência de forma simples e interessante.— Rafael Soares 

### Especiais Temáticos
Conforme o projeto crescia e se estabelecia, a administração do projeto entendeu a necessidade de unir esforços dos divulgadores científicos e disponibilizar a sociedade e a imprensa materiais que pudessem dispor de discussões com embasamento para temas de utilidade pública. Assim foi desenvolvido os especiais temáticos:
No ano de 2018 foram realizados dois temas: Protagonismo Feminino na Ciência e o Ciência e Política. O dossiê Protagonismo Feminino na Ciência colocou como proposta aos blogueiros/divulgadores de ciência o pensar o protagonismo da mulher dentro de suas áreas de atuação; os textos refletiam e apontavam suas importâncias e contribuições.
Entendemos que fazer Ciência no Brasil, é uma das tarefas mais emblemáticas, ser uma mulher cientista e divulgadora também tem suas repercussões e trajetórias árduas, entretanto para dar visibilidade às mulheres blogueiras resolvemos dedicar esse número a elas que hoje representam 67% do total de 55 produtores de conteúdo da rede." afirma Dra. Vera Toledo coordenadora do Projeto Blogs de Ciência da Unicamp, professora e pesquisadora Labjor/Unicamp, no Editorial do Especial.
O dossiê "Ciência em Política" propôs aos blogueiros/divulgadores de ciência a reflexão sobre o momento político brasileiro da época, em que o país se aproximava das eleições para presidente da república, após cortes orçamentários na ciência e questionamentos acerca de sua função social. O objetivo era reunir textos com diversos olhares sobre política, a fim de levar ao público externo mais informações sobre o papel da ciência na sociedade e suas relações com a política. Em 2022 esse mesmo dossiê "Especial Ciência e Política" foi renovado para, além de relembrar as discussões ocorridas em 2018, também trazer discussões sobre os últimos quatro anos de política nacional.
Em 2019, os blogueiros e parceiros do portal foram convidados a discutir como a ciência é retratada em filmes, quadrinhos, séries, novelas, programas de TV, literatura, e tudo o mais que envolve o universo da Cultura Pop, o Especial Ciência na Cultura Pop
Em 2020 reuniu os pesquisadores da Unicamp que continuavam com as suas respectivas produções nos blogs que alimentavam quando entenderam que, diante da pandemia do novo coronavírus, trabalhar em conjunto seria essencial para o compartilhamento seguro de informações. Assim, a partir de março de 2020, começaram a postar conteúdo no Especial Covid-19.
O Especial Covid-19 trabalhou também como parte integrante da Força Tarefa da Unicamp disponibilizando textos que minimizem os efeitos de desinformação e fake news, com textos informativos e indicações de outros portais confiáveis de comunicação, nacionais e internacionais. Todos os textos publicados passaram por revisão. Além do trabalho relacionado a publicação no site do Especial Covid-19, a equipe do Blogs de Ciência da Unicamp tem preparado uma variedade de material informativo para os diferentes públicos de suas redes sociais.
A partir desse especial foi possível publicar o primeiro ebook para download gratuito do Blogs de Ciência da Unicamp, o "Linha de Fundo: um giro de divulgação científica sobre a Covid-19" resgata e contextualiza a história da pandemia da Covid-19 a partir de textos produzidos por cientistas da Unicamp, enquanto a pandemia acontecia.

### Organização e integrantes
O projeto Blogs de Ciência da Unicamp conta com uma equipe em sua maioria de voluntários que é distribuída de acordo com suas habilidades, sendo uma equipe administrativa, uma de coordenadores gerais do projeto e uma equipe de produtores de conteúdo (denominados blogueiros), composta por pesquisadores, docentes e alunos de pós-graduação da Universidade Estadual de Campinas.
Atualmente a coordenação do projeto está a cargo da Dra. Ana de Medeiros Arnt e de coordenadores de área: Erica Mariosa M. Carneiro (Comunicação), Carolina Frandsen P. Costa (Artes), José Felipe Teixeira Da Silva Santos, Maurilio Bonora Junior e Jaqueline Nichi (Editais) e um Conselho Editorial.
O perfil do Portal de Blogs de Ciência da Unicamp é feminino, pós-graduando, conteudista de outras áreas do conhecimento, além de sua própria formação, consciente da necessidade e importância da melhoria da comunicação da academia com a sociedade, e que escolhe o blog como plataforma de divulgação científica, pela preferência da escrita, além da motivação pessoal, pouca exigência de habilidades técnicas para ativação e sua manutenção, e a possibilidade de inserção de outros tipos de mídia.
Em cada blogue individual ou de grupo do projeto, o cientista se propõe a discutir as informações relevantes de sua área de pesquisa, com uma produção textual com respaldo científico, mas sem jargões técnicos, ou se presentes, contextualizados de forma a aproximar a linguagem científica ao público geral. Para isso, a equipe administrativa do portal realiza cursos periódicos sobre assuntos pertinentes ao funcionamento do projeto, como história dos blogues, divulgação científica, escrita, uso de imagens, entre outros.
Os pesquisadores-blogueiros da Unicamp discutem, em cada blog, informações e temas relevantes de suas áreas de estudo. Escrevem textos respaldados em dados científicos, mas com linguagem acessível ao público leigo, ou seja, sem jargões técnicos. A quantidade e a frequência das postagens ficam a cargo do autor, assim como a decisão sobre quando postar, o que falar e qual abordagem seguir em suas postagens. Cada blogueiro publica em seu blog individual e, a partir dessas postagens, Arnt e os demais gestores do portal têm acesso a um sistema que possibilita que eles baixem uma atualização de tudo que foi publicado nos blogs vinculados ao projeto. Sobre a temática dos posts, espera-se que os autores abordem assuntos sobre ciência, de sua expertise ou de áreas afins. Nem conteúdos de opinião, com posicionamentos pessoais do blogueiro, nem material de comunicação institucional são incentivados a ser produzidos, tampouco são replicados pelo portal geral, ficando apenas no blog do autor. Ademais, na política de postagens do Blogs, consta que os pesquisadores devem embasar e referenciar as fontes das informações que deram origem às discussões propostas na postagem. 

## A Integração do Blogs de Ciência da Unicamp
Os cursos de Integração do Blogs de Ciência da Unicamp, possuem uma duração de dois dias que aborda assuntos sobre blogs como ferramenta de divulgação científica, teoria da comunicação, direito autoral e de imagem, como fazer uso de imagens de maneira adequada na divulgação científica, uso das redes sociais na divulgação de ciência, entre outros.
A primeira versão do curso para a entrada a equipe de blogueiros contou com 50 inscrições, e abordava assuntos como divulgação científica, sucessos de projetos semelhantes usando os Blogs, e a instrumentalização da ferramenta WordPress. As edições seguintes tiveram ainda mais inscritos e contavam com outros temas pertinentes ao futuro blogueiro.
A equipe administrativa fica a disposição do blogueiro para o atendimento e suporte técnico, além da divulgação da produção em mídias sociais oficiais do projeto.
O interessante dos blogs é que, ao contrário das publicações científicas tradicionais, sua linguagem é mais acessível e uma certa carga de opinião do autor ajuda a humanizar o conteúdo. Outra vantagem é a de permitir discussões em tempo real sobre os temas abordados, tornando-se uma importante ferramenta de troca e aprendizado— Ana Arnt 
O curso de formação de pesquisadores, chamado de Integração ao projeto de Blogs de Ciência da Unicamp, para construção de seus blogues dentro do projeto vem possibilitando novas práticas de ensino-aprendizagem. Neste sentido, organiza-se um processo de ensino para que aqueles pesquisadores, que atuam dentro de laboratórios, grupos de pesquisa e centros científicos nas diversas áreas, e possuem uma trajetória científica de produção técnica, consigam repensar seus modos de escrita e construção de significados de sua área específica apenas entre pares, a fim de observar como socialmente podem contribuir para que o saber destas instâncias alcance públicos diversos.
O caráter pedagógico envolvido nesta formação dos pesquisadores, visto que todo o processo de organização do conteúdo não é o mesmo daquele que decorre da publicação usual dos resultados das pesquisas. Como ferramenta de acesso ao conhecimento científico, tais ambientes de ensino-aprendizagem buscam, ao longo da formação, discutir a escrita em formatos diferentes dos artigos técnicos, mas também apontar a relevância social destes textos. Assim, os cursos e oficinas de integração apresentam conceitos, dados e propostas sobre e para a divulgação científica - especialmente a divulgação escrita -, o uso de imagens e vídeos como recursos complementares, bem como a estruturação de linguagem científica acessível para o público e o uso da plataforma do portal. 

## Encontro Brasileiro de Divulgadores de Ciência - EBDC
O Encontro Brasileiro de Divulgadores de Ciência - EBDC foi criado em 2022 em parceria com o Instituto Principia como forma de expandir a área de formação dos divulgadores de ciência brasileiros.
A primeira edição ocorreu em agosto de 2022, na sede do Instituto Principia, em São Paulo/SP. E reuniu 100 divulgadores de ciência para discutir e refletir sobre diferentes aspectos da comunicação pública da ciência, do jornalismo e da divulgação científica, considerando os aspectos da nossa realidade. Esta edição foi organizada por divulgadores de ciência de diferentes campos em parceria com o Instituto Principia, a Rede Brasileira de Jornalistas e Comunicadores de Ciência (Rede ComCiência) e os Blogs de Ciência da Unicamp, com apoio da Pró-reitoria de Extensão e Cultura da Unicamp (ProEC) e a Fundação Carlos Chagas. Esta edição resultou em E-Book de acesso gratuito: I Encontro Brasileiro de Divulgadores de Ciência: Debates e experiências coletivas
Na segunda edição o evento o evento ocorreu em setembro de 2023, também na sede do Instituto Principia e reuniu 130 divulgadores de ciência com o objetivo de discutir a partir de 5 mesas temáticas e 05 grupos de trabalho a Ciência, Comunicação e Política como Motores de mudança na sociedade..
A revista Educação Pública é uma publicação da Diretoria de Extensão da Fundação Cecierj – Fundação Centro de Ciências e Educação Superior a Distância do Estado do Rio de Janeiro – voltada para a divulgação de experiências e propostas de docentes para a Educação Básica publicou um dossiê especial sobre a segunda edição do EBDC. O Dossiê II Encontro Brasileiro de Divulgadores de Ciência reune os trabalhosapresentados durante o II Encontro Brasileiro de Divulgadores Científicos, além de artigos e contribuições especiais.
Em novembro de 2024 ocorreu a terceira edição do EBDC, também na sede do Instituto Principia com o tema Educação, Ciência e Arte.